# Етол (Јон)
Етол (фр. Etaule) насеље је и општина у источном делу централне Француске у региону Бургоња, у департману Јон која припада префектури Авалон.
По подацима из 2011. године у општини је живело 414 становника, а густина насељености је износила 46,57 становника/km². Општина се простире на површини од 8,89 km². Налази се на средњој надморској висини од 247 метара (максималној 330 m, а минималној 190 m).

## Демографија
| 1962. | 1968. | 1975. | 1982. | 1990. | 1999. | 2011. |
| ----- | ----- | ----- | ----- | ----- | ----- | ----- |
| 298   | 327   | 298   | 335   | 393   | 409   | 414   |

График промене броја становника у току последњих година